# Johanna Tecklenborg
Johanne-Catharina Tecklenborg (* 6. Juni 1851 in Bremerhaven; †  11. Mai 1933 in München) war eine deutsche Malerin.

## Leben und Werk
Tecklenborg war die zweite Tochter des Schiffbauers und Werftinhabers Johann Carl Tecklenborg (1820–1873) und dessen Frau Sophie (geborene Ehlers, 1827–1910). Sie war Schülerin von Theodor Her und malte vor allem Landschaften und Stillleben, womit sie sich einen Namen machen konnte. Ihre Bilder werden heute noch in Auktionen gehandelt. Sie setzte sich später, in München lebend, wie viele ihrer Zeitgenossinnen für die Ausbildung von Künstlerinnen ein. Sie war Mitglied des Münchner Künstlerinnenvereins und hatte dort ab 1898 die Vereinsleitung inne. Während ihrer Amtszeit machte sie sich unter anderem um die Eröffnung eines vereinseigenen Künstlerinnen-Hauses verdient. Sie legte den Vorsitz und die Mitwirkung im Ausschuss aufgrund des Verhaltens einiger Mitglieder im Jahr 1904 nieder. Ihr Werdegang als Künstlerin sei typisch für eine Tochter aus „gut bürgerlichen“ Haus in Bremerhaven.:4
Der 1886 neu gegründete Kunstverein Bremerhaven präsentierte im selben Jahr in seiner ersten Ausstellung Werke von Tecklenborg.:3
Sie wirkte viele Jahrzehnte werbend für die Renten- und Pensionsanstalt für deutsche bildende Künstler und verhalf der Organisation zu kontinuierlich steigenden Mitgliederzahlen.
Tecklenborg wurde am 13. Mai 1933 auf dem Waldfriedhof in München beigesetzt.
Werke (Auswahl)
- Blick auf einen Weiler in flacher Landschaft[4]
- Blick vom Garten auf ein Städtchen mit Kirche (vor 1914)[5]
- In the Spa Gardens of Baden-Baden[6]
- Nachtliche Flusspartie mit Windmuhlen und Staffage[7]
- Zwei Mädchen bei der Mittagsrast am Waldesrand, Öl auf Leinwand[8]